# Adolphe Simon Neboux
Adolphe Simon Neboux (* 22. Februar 1806 in La Châtre; † 5. September 1885 in Paris im 9. Arrondissement) war ein französischer Marinechirurg und Naturforscher.

## Leben und Wirken
Sein Vater war ebenfalls Doktor und hieß Jean Baptiste Simon Neboux, seine Mutter Catherine, geb. Contal.
Geprägt durch den Vater ging auch Adolphe Simon Neboux dem Beruf seines Vaters nach. Mit siebzehn Jahren verließ er das elterliche Haus, um im Marinekrankenhaus von Cherbourg zu studieren. Ein Jahr später wurde er als junger Chirurg auf sein erstes Schiff, die Korvette Isis, gesandt, die umgehend zur Unterstützung der Französischen Invasion in Spanien aufbrach. Nach sechs Monaten kehrte Neboux nach Brest zurück, um am hiesigen Marinehospital zu arbeiten. Dieses Szenario wiederholte sich einige Male und Neboux diente auf verschiedenen Schiffen und kehrte nach Brest zurück. So diente er in Algerien, in Spanien, auf Saint-Dominique, auf Martinique, in Brasilien und auf den Antillen. 1834 heiratete er zum ersten Mal. Schließlich wurde er 1836 zum Oberchirurgen befördert, da er sich mit tropischen Krankheiten und Schiffsunfällen auskannte.
Im November 1836 wurde er Teil der Besatzung der Fregatte Vénus. Auf der einunddreißigmonatigen Tour um die Welt, um die französischen Interessen zu wahren, kam er erstmals mit der Ornithologie in Verbindung. Neben seinen ärztlichen Pflichten an Bord hatte Neboux den Auftrag, naturhistorische Exponate im Meer und an den verschiedenen Landestopps zu sammeln.
Die Vénus lief am 29. Dezember 1836 unter dem Kapitän Abel Aubert Dupetit-Thouars von Brest Richtung Pazifik über die Kanarischen Inseln und Rio de Janeiro aus. Über Valparaíso ging es entlang der Pazifikküste nach Callao zu den Galapagosinseln und weiter zu den Inseln von Hawaii, bevor sie die Reisen nach Kamtschatka und das Beringmeer führte. Im Herbst 1837 ging es wieder südlich Richtung Monterey an der Küste Kaliforniens. Die Mehrzahl der dreihundert Besatzungsmitglieder litt in dieser Zeit an Skorbut, und so setzte sich Neboux dafür ein, hier vor Ankern zu gehen. Die Mannschaft sollte sich erholen und weitere Krankheitsausbrüche sollten dadurch vermieden werden.
Im Zeitraum vom 28. Oktober bis 14. November 1837 nutze er seine wenige freie Zeit, um naturhistorische Exponate zu sammeln. Er beschrieb 1840 er die Weißkappen-Fruchttaube (Ptilinopus dupetithouarsii), die er seinem Kapitän widmete. Der Gabelschwanzmöwe, die er im gleichen Artikel beschrieb, hatte er zunächst keinen wissenschaftlichen Namen zugewiesen. Auch das Verbreitungsgebiet Monterey, das Néboux angab, war lange Zeit fraglich, da die Art praktisch nie in nordamerikanischen Gewässern vorkommt. Heute weiß man, dass sie während der Zeit von El Niño sehr selten als Irrgast vorkommen kann. Eine weitere Erklärung wäre eine Verwechslung der Labels an den Sammlerstücken, so dass das Typusexemplar eventuell auf den Galapagosinseln erlegt wurde. Der zoologischen Atlas Voyage autour du monde sur la frégate la Vénus commandée par Abel de Petit-Thouars, der in mehreren Lieferungen zwischen 1842 und 1846 erschien, enthielt schließlich eine Tafel mit dem wissenschaftlichen Namen Larus furcatus. Diese Illustration der Gabelschwanzmöwe durch Paul Louis Oudart (1796–1860) gehörte zur Lieferung zwei aus dem Jahre 1842.
Schließlich ging die Reise weiter an die Bahía Magdalena. Über Mazatlán, San Blas und Acapulco kehrten sie am 24. Juni 1839 nach Brest zurück. In Frankreich schrieb er 1840 seine Dissertation, die sich mit Beobachtungen zum Skorbut und einem Aortenaneurysma an Bord der Vénus auseinandersetze.
Nachdem er drei Monate frei hatte, um sich um Familienangelegenheiten in seiner Heimatstadt zu kümmern, wurde er nach Paris geschickt, um bei der Sichtung und Erfassung der naturhistorischen Sammelstücke zu helfen. Selbst nach seiner Rückkehr nach Brest wurde er einige Male nach Paris zurückbeordert, um weitere Fragen zu klären.
Im März 1841 wurde Néboux auf die Fregatte La Gloire beordert, die nach Brasilien aufbrach und drei Jahre unterwegs war. Als er am 4. Juli 1844 zurückkehrte, war seine Gesundheit ruiniert. Er nahm sich eine Auszeit von drei Monaten und musste diese um weitere drei Monate erweitern, da sich sein Gesundheitszustand nicht besserte. In dieser Zeit heiratete er seine zweite Frau Antoinette Louis Noël. Schließlich wurde er Ende 1847 nach 25 Jahren französischem Marinedienst pensioniert.
Er zog nach Paris, wo er 1850 ein Buch über die Gesundheitsversorgung der Pariser Bevölkerung publizierte. 1858 publizierte er einen Artikel über Nachtblindheit und deren Behandlung mit Rinderleber.

## Mitgliedschaften
Im Jahr 1840 wurde er von Félix Édouard Guérin-Méneville als Mitglied Nummer 209 der im Jahr 1838 neu gegründeten Société Cuvierienne vorgestellt. Am 25. September 1840 wurde er als Chevalier de la Légion d’Honneur ausgezeichnet.

## Dedikationsnamen
Alphonse Milne-Edwards benannte ihm zu Ehren 1882 den Blaufußtölpel (Sula nebouxii). Gregory Macalister Mathews widmete ihm 1902 eine Unterart des Blaunoddi (Procelsterna cerulea nebouxi). Charles Lucien Jules Laurent Bonaparte beschrieb 1854 Mimus nebouxi, ein Name, der heute als Synonym für die Rostflanken-Spottdrossel (Mimus patagonicus d’Orbigny & Lafresnaye, 1837) gilt. Als Florent Prévost und Marc Athanase Parfait Œillet Des Murs 1855 die Vogelausbeute der Reise der Fregatte Vénus beschreiben, nennen sie die Tahitifruchttaube (Ptilinopus purpuratus Gmelin, JF, 1789) Kurukuru de Néboux (Kurukuru Nebouxii). Isidore Geoffroy Saint-Hilaire beschrieb im gleichen Buch L’Écureuil de Néboux die Eichhörnchenart Sciurus nebouxii.

## Publikationen (Auswahl)
- Dissertation sur le scorbut observé à bord de la frégate « La Vénus » pendant la campagne qu’elle a faite autour du monde dans les années 1837, 1838 et 1839. Suivie d’une observation d’un anévrisme de l’aorte, recueillie à bord de la Vénus. Rignoux, Paris 1840.
- Description d’oiseaux nouveaux recueillis pendant l’expédition de la Venus. In: Revue Zoologique par La Société Cuvierienne. Band 4, 1840, S. 289–291 (biodiversitylibrary.org).
- in Abel Aubert Dupetit-Thouars: Voyage autour du monde sur la frégate la Vénus pendant les années 1836–1839 publié par ordre du Roi. Sous les auspices de Ministre de la Marine par Abel de Petit-Thouars, Capitaine de vaisseau, Grand-Officier de la Légion d’honneur. Atlas de Zoologie. Gide et J. Baudry, Paris 1846 (digitalcollections.nypl.org).
- Projet d’organisation de l’assistance publique dans la Ville de Paris, limité au service des secours à domicile, service dirigé actuellement par l’administration des bureaux de bienfaisance; suivi d’un projet d’une nouvelle organisation du Service médical des Indigents dépendant de la même administration. Imprimerie Centrale de Napoléon Chiax et Cie, Paris 1850 (books.google.de).
- Note sur une épidémie d’héméralopie – Importance du foie de bœuf pour le traitement de cette maladie. In: Bulletin général de thérapeutique médicale, chirurgicale, obstétricale et pharmaceutique. Band 55, 1858, S. 416–419 (biodiversitylibrary.org).